# Фрайс, Себастьян
Себастьян Фрайс (нем. Sebastian Freis; 23 апреля 1985, Карлсруэ, ФРГ) — немецкий футболист, нападающий.

## Карьера

### Клубная
Воспитывался в школе команды «Веттерсбах», с 1999 года играл в команде «Карлсруэ». В 2004 году начал профессиональную карьеру, играя за тот же «Карлсруэ», провёл в его составе 143 игры и забил 39 мячей. В 2009 году перешёл в «Кёльн». С августа 2017 — игрок «Яна».

### В сборной
Вызывался в юношеские и молодёжные сборные с 2004 по 2006 годы, но не закрепился в их составе. В национальной сборной Германии никогда не играл.